# 천지
천지(중국어: 天池 톈치[*], 영어: Heaven Lake)는 백두산 정상에 있는 화산호로, 쑹화강(松花江)의 발원지이다. 타문(他們, 만주어: ᡨᠠᠮᡠᠨ Tamun)이라고도 한다.
천지의 수면은 해발 2,257 m，면적은 9.165 km2，둘레 14.4 km，평균 깊이 213.43 m，최대 수심은 384 m이며, 수량(水量)은 19억 5500만 m³로 한반도뿐만 아니라 중화인민공화국에서도 가장 깊은 호수이다. 흑수(黑水)라는 별칭이 있다.

## 지리
백두산은 상단부가 직경 5 km, 깊이 850 m의 거대한 칼데라에 의해 함몰된 성층화산이다. 이곳 칼데라는 969년(±20년) 화산분출로 인해 형성되었으며, 물이 차서 천지(天池)를 이루고 있다. 천지는 둘레가 14 km이고, 평균 깊이 213 m, 최대 수심은 384 m에 이르며, 10월 중순부터 5월 중순까지는 보통 눈과 얼음으로 덮여 있다.
천지는 백두산의 최고봉인 장군봉(2,744 m)을 비롯해 망천후(2,712 m)·백운봉(2,691 m)·청석봉(2,662 m) 등 높은 봉우리에 둘러싸여 있는데, 천지의 물은 화구벽이 터져서 생긴 북쪽의 달문을 통해 흘러내려 간다. 이 물은 '승사하'(昇嗣河. 승차하(乘搓河)라고도 한다)를 통해 흐르다가 68 m의 장대한 비룡폭포(장백폭포)에서 수직으로 떨어진다.

## 생태
생물학자 김리태에 따르면, 1960년 7월 30일 조선민주주의인민공화국의 과학자들이 천지에 산천어(표준어: 곤들매기)와 붕어를 천지에 풀어넣어 정착시켰다. 또한, 2014년부터 천지에 빙어를 서식시키는 사업을 하여 2018년 성공했다고 로동신문이 보도하였다.
천지에서 호수 괴물을 보았다는 목격담이 있으나 입증된 적은 없다.

## 국경
천지는 조선민주주의인민공화국과 중화인민공화국의 국경을 이루고 있다. 원래 백두산은 전부 중국의 영토였으나 조선민주주의인민공화국과 중화인민공화국은 1962년에 조중 변계 조약(朝中邊界條約)을 체결하여 백두산과 천지(天池)를 분할하였다. 이 조약에 따라 천지의 54.5%는 조선민주주의인민공화국에, 45.5%는 중화인민공화국에 속한다.
대한민국에서 발행된 지도들은 '천지를 둘러싸고 있는 북쪽 산마루를 이은 선'을 한국과 중국 사이의 국경으로 보아 천지(天池)를 포함한 백두산 정상부 전체와 비룡폭포(장백폭포)를 영토로 표시하고 있다.

## 같이 보기
- 백록담
- 백두산 정계비
- 조중 변계 조약
- 천지의 괴물
- 천지삭도
- 두만강
- 소하강
- 압록강
- 아무르강(흑룡강)